# Al di là delle frontiere
Al di là delle frontiere è una miniserie televisiva in due puntate, diretta da Maurizio Zaccaro e andata in onda su Rai 1 il 2 e il 3 maggio 2004. La miniserie è tratta da una storia vera.

## Produzione
La fiction è sceneggiata da Paola Pascolini e Mauro Caporiccio, ed è prodotta per Rai Fiction da Angelo Rizzoli per Rizzoli Audiovisivi.
Anche se la vicenda originale è avvenuta nel savonese, molte riprese sono state effettuate nel Montefeltro e in particolare nel territorio dei comuni di Pietrarubbia e di Faenza.

## Protagonisti
Accanto a Sabrina Ferilli, interprete della protagonista femminile Angela Ghiglino, il protagonista maschile è Johannes Brandrup (noto al pubblico italiano nelle vesti di San Paolo nell'omonima fiction televisiva e poi come Riccardo in Crociati), qui nel ruolo del maggiore della Wehrmacht Hans Weidemann.

## Trama
Angela Ghiglino (Sabrina Ferilli) è una donna ligure di ideali antifascisti. Si innamora suo malgrado di un maggiore della Wehrmacht (Johannes Brandrup), abbandonando tutto e tutti pur di seguirlo. Alla fine ci sarà un accordo tra partigiani e militari tedeschi che cambierà tutto quanto.